# Bremerton
Bremerton é uma cidade localizada no estado americano de Washington, no Condado de Kitsap. A sua área é de 67,5 km², sua população é de 37 259 habitantes, e sua densidade populacional é de 634,9 hab/km² (segundo o censo americano de 2000). A cidade foi fundada em 1891, e incorporada em 15 de outubro de 1901.
Ganhou fama por ser a cidade natal da banda MxPx.

## Marcos históricos
A relação a seguir lista as entradas do Registro Nacional de Lugares Históricos em Bremerton. O primeiro marco foi designado em 14 de maio de 1971 e o mais recente em 28 de maio de 2009. Aqueles marcados com ‡ também são um Marco Histórico Nacional.
- Bremerton Elks Temple Lodge No. 1181 Building
- Coder-Coleman House
- Hospital Reservation Historic District
- Marine Reservation Historic District
- Navy Yard Puget Sound‡
- Officers' Row Historic District
- Puget Sound Radio Station Historic District
- Shelbanks
- U.S.S. MISSOURI
- US Post Office-Bremerton Main
- USS HORNET‡